# Les Affaires publiques
Les Affaires publiques ist ein französischer Kurzfilm aus dem Jahre 1934. Regie führte Robert Bresson. Der Film ist als „burleske Komödie“ bezeichnet worden. Bresson selbst soll über den Film gesagt haben: „Ein Film wie von Buster Keaton, aber viel schlimmer.“

## Handlung
In den beiden benachbarten Staaten Crogandie und Miremi ereignen sich verschiedene Unglücke: Die Enthüllung eines lächerlich aussehenden Denkmals, der Untergang eines Schiffes und die Notlandung eines Flugzeugs aus Miremi in Crogandie.

## Kritik
„Der Film, im Umfeld des Surrealismus entstanden, nimmt keinerlei Rücksicht und überlässt sich selbst einem Gleiten und Rutschen der Schnitte und Bilder, das keinen Halt kennt und - in gewisser Weise - kein Ziel. Im Chaos, das er anrichtet, sucht der Film nicht die Form der Kritik an politischen Verfehlungen. Vielmehr zerstört er mit Lust das Politische, vielmehr: das Öffentliche, schlechthin als Auftritts- und Darstellungsform.“